# Comédiens routiers
Les Comédiens routiers sont une troupe de comédiens amateurs. En 1929, ils sont fondés au sein des Scouts de France par Léon Chancerel.
En Belgique, Jacques Huisman et son frère Maurice Huisman créent aussi des Comédiens routiers en 1935.

## Répertoire
1. André Fayol[2], Le roi d'Islande et la puce[3] .
2. Léon Chancerel, adaptation, Récitations chorales, Chant de la Route, Le roi Renaud, Le cantique de la Bonne Mort, Nocturne[3].
3. Léon Chancerel, adaptation d'après un texte ancien La farce du chaudronnier[3].
4. Léon Chancerel, scénario et mise en scène, La compassion de Notre-Dame, célébration par personnages des mystères joyeux, douloureux et glorieux[4].
5. François Bloch-Lainé, d'après Lope de Rueda, Les Olives[3].
6. Anonyme, d'après une ancienne balade du pays de Tréguier, La fille de Trogoff[3].
7. Raoul Serène, adaptation, Le tambour de Roquevaire[3].
8. Jeu pour louveteaux, Le miracle de Saint-Nicolas[3].
9. Léon Chancerel, L'impromptu du médecin ou le triomphe de la médecine[3].
10. Anonyme, d'après Ramón de la Cruz, Les bouteilles d'oubli[3].
11. Léon Chancerel, adaptation d'après Sophocle, Antigone-des-Routiers[3].

## Publications
- Bulletin des comédiens routiers d'Ile-de-France

En novembre 1932, Léon Chancerel fait paraître le premier numéro d'un bulletin mensuel de 42 pages dans lequel il justifie le lancement de cette publication par trois raisons :

1° Répondre aux  questions, nombreuses et croissantes, sur le « service dramatique » apporté par les routiers comédiens.

2° Fournir les premiers éléments d'un Manuel dramatique scout comme il existe des Manuels de matelotage ou de Secourisme scout.

3° Favoriser l'essaimage de la création populaire dramatique dont les Comédiens routiers et le Centre théâtral d'Ile-de-France sont « les premières cellules ».
- Répertoire des comédiens routiers

Les livrets de certaines des pièces du répertoire sont publiées in extenso dans des plaquettes éditées par les Éditions de La Hutte, branche éditoriale des Scouts de France. Parmi les nombreux titres :
- Léon Chancerel, Récitations chorales : Chant de la route / Cantique de la bonne mort/ Le roi Renaud / Nocturne (Livret), Paris, Éditions La Hutte, coll. « Répertoire des comédiens routiers » (no 2), s.d. (ca 1932), 20 p..

- Léon Chancerel, La compassion de Notre-Dame : Célébration des mystères joyeux, douloureux et glorieux (Livret), Paris, Éditions La Hutte, coll. « Répertoire des comédiens routiers » (no 4), avril 1933 (1re éd. 1933), 64 p. (lire en ligne).

- Léon Chancerel et Raoul Serène, Terre de France royaume de Marie : Célébration dramatique par les routiers scouts de France et les guides au sein du pèlerinage national, Lourdes 1938 (Livret), Paris, Éditions La Hutte, coll. « Répertoire des comédiens routiers », s.d. (1938), 32 p.